# Del Balzo Orsini

Das Wappen der Familie Orsini del Balzo

Die Familie Orsini del Balzo (oder Del Balzo Orsini) war eine italienische Adelsfamilie des 14. und 15. Jahrhunderts. Der Gründer der Familie war Raimondo „Raimondello“ Orsini, der die Güter des Grafen Raimondo del Balzo von Soleto, des Bruders seiner Großmutter väterlicherseits, Sveva del Balzo, erbte. In Erinnerung an diese Vorfahrin vereinigte er seinen Familiennamen mit dem der Familie Del Balzo. Die Familie starb innerhalb von nur zwei Generationen aus, da die legitime Linie 1463 mit dem Tod von Giovanni Antonio Orsini del Balzo, dem Sohn von Raimondello, ausstarb.

## Geschichte

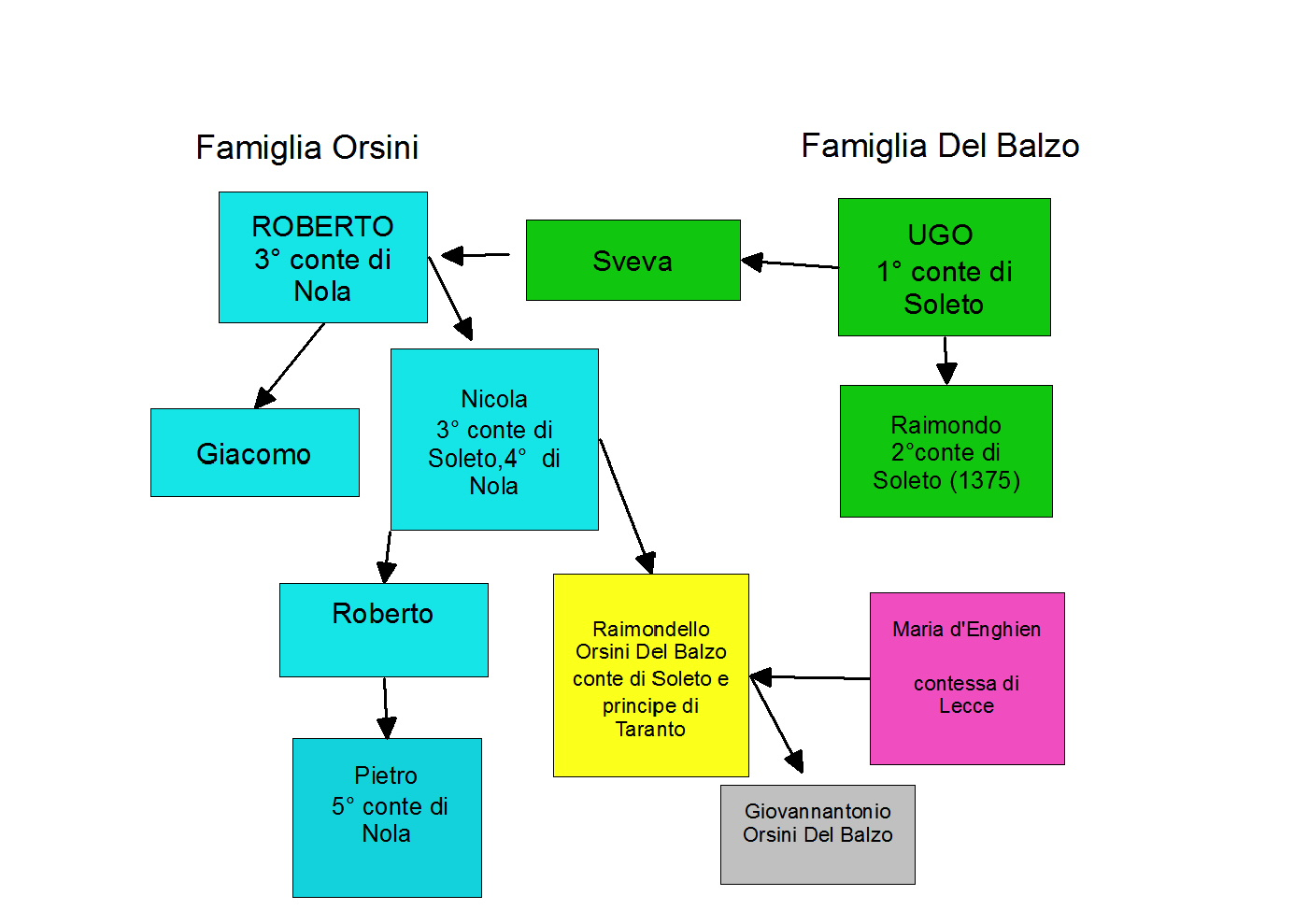
Ursprung der Familie Orsini del Balzo

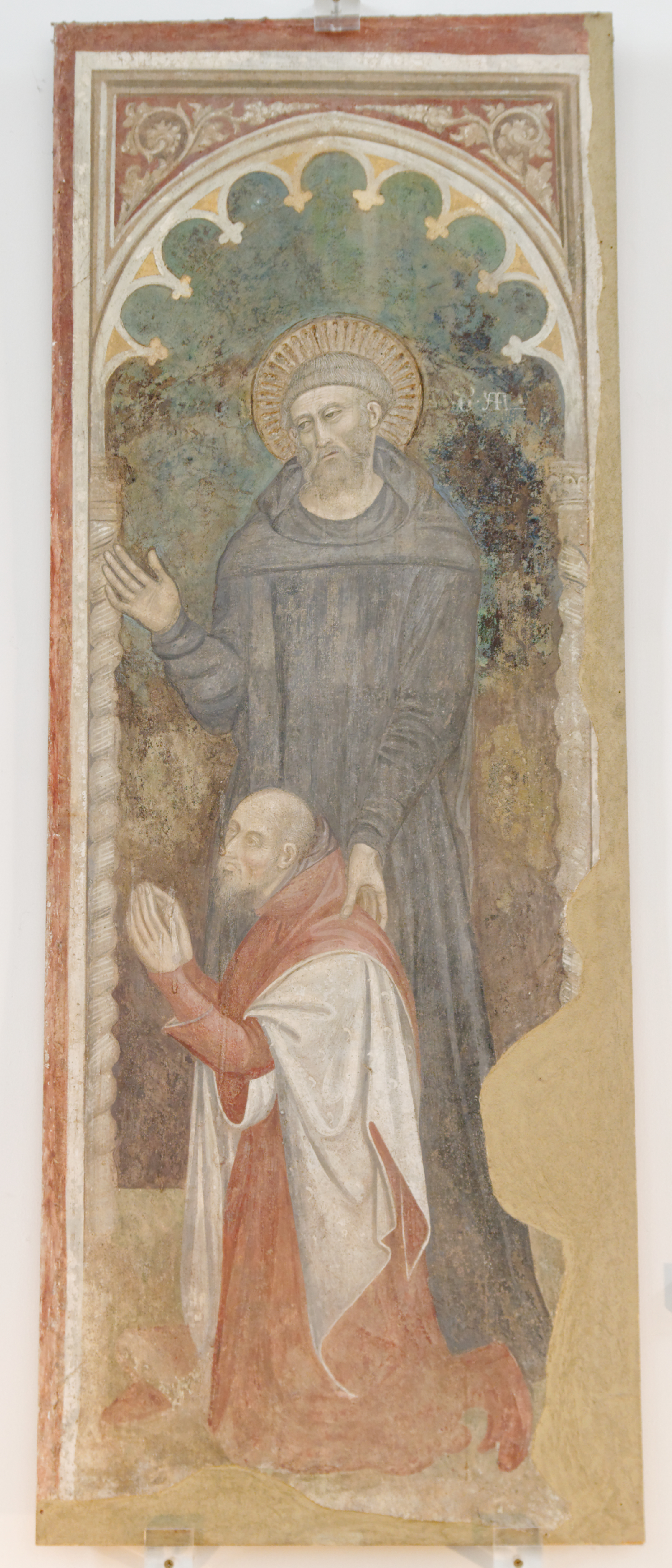
Raimondo (kniend) in einem Fresko im Castel Nuovo in Neapel

Der Stammvater Raimondo Orsini (ca. 1355–1406), genannt Raimondello, war der zweite Sohn von Nicola Orsini, Graf von Nola, und Giovanna di Sabrano, der Grafen von Ariano. Nicola war der Sohn von Roberto Orsini und Sveva del Balzo.
Der 1375 verstorbene Graf Raimondo del Balzo, Bruder von Sveva, vermachte die Grafschaft Soleto testamentarisch seinem Neffen Nicola Orsini unter der Bedingung, dass dieser sie seinem Sohn Raimondo überlasse; Nicola hingegen behielt die Grafschaft für sich und setzte seinen ältesten Sohn Roberto als Erben ein. Raimondo verließ daraufhin empört seine Heimat, um anderswo sein Glück zu suchen.

### Raimondo Orsini del Balzo, genannt Raimondello
Raimondo Orsinis Ziel war das Preußen des Deutschen Ordens, wo er gegen die heidnischen Litauer kämpfen wollte. Es war die Gelegenheit, auf dem Schlachtfeld den Ritterschlag zu erhalten, und tatsächlich wurde er in Preußen zum Ritter geschlagen. Wie lange er sich im Ostseeraum aufhielt, ist nicht bekannt, aber Anfang 1381 war er wieder in Süditalien.
Nach seiner Rückkehr fand sich Raimondo in einem Königreich wieder, das durch den Kampf zwischen den Dynastien Anjou-Valois und Anjou-Durazzo in Aufruhr war, eine Situation, die sich für einen Mann wie ihn, der über kein persönliches Vermögen verfügte, als sehr günstig erwies. Nachdem er zunächst Ludwig I. von Anjou-Valois militärische Dienste angeboten hatte, schlug er sich auf die Seite von Karl III. von Anjou-Valois, kehrte aber, nachdem sich dieses neue Bündnis als negativ erwiesen hatte, zu dem im Sterben liegenden Ludwig I. zurück und schwor ihm die Treue (1384).

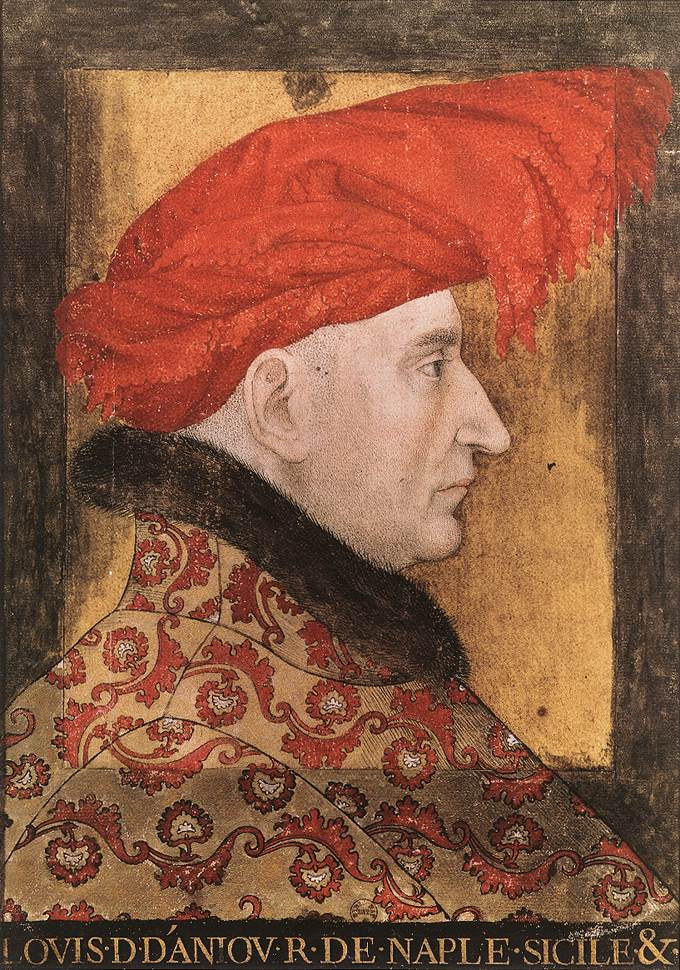
Ludwig II. von Anjou

Ludwig II. Anjou-Valois, der in ihm einen seiner treuesten Diener sah, riet ihm zur Heirat mit Maria d’Enghien, der Tochter des Grafen Giovanni von Lecce und Sancia Del Balzo (1385). Maria d’Enghien gehörte zu einer der berühmtesten Familien des Königreichs an und war Erbin der Grafschaft Lecce.
Zwischen 1386 und 1398 dehnte Raimondo seine Macht auf Brindisi, Gallipoli, Martina Franca, Molfetta und Monopoli aus. Mit Unterstützung Ludwigs II. Anjou-Valois besetzte er 1389 gewaltsam nicht nur die Grafschaft Soleto, sondern auch andere Ländereien seines Vaters. Um seiner Vorfahrin zu gedenken, ließ er den Familiennamen  „Del Balzo“ voranstellen, und so begann diese Dynastie.
Als Raimondo die Niederlage Ludwigs II. Anjou-Valois erkannte, versuchte er sich den Anjou-Durazzo und damit dem neuen König Ladislaus I. anzunähern. Dieser Schritt brachte ihm die Investitur des Fürstentums Tarent ein, das er aufgrund seiner Rechte aus der Familie Del Balzo beanspruchte.
Das Fürstentum war zur Zeit der Anjou das größte Lehen des Königreichs von Neapel, und Raimondo erhielt auf diese Weise große Ländereien, unter denen sich auch Castellaneta, Francavilla Fontana, Gallipoli, Ginosa, Martina Franca, Massafra, Mottola, Nardò, Oria, Ostuni, Polignano, Tarent und Ugento befand. 1392 erwarb er auch Güter in Kampanien, nämlich die Grafschaft Acerra und mehrere Lehen wie Marcianise, San Vitaliano und Trentola, dann in Irpinia die Baronien Flumeri-Trevico und Guardia Lombardi und schließlich 1401 die Baronie Tricase.

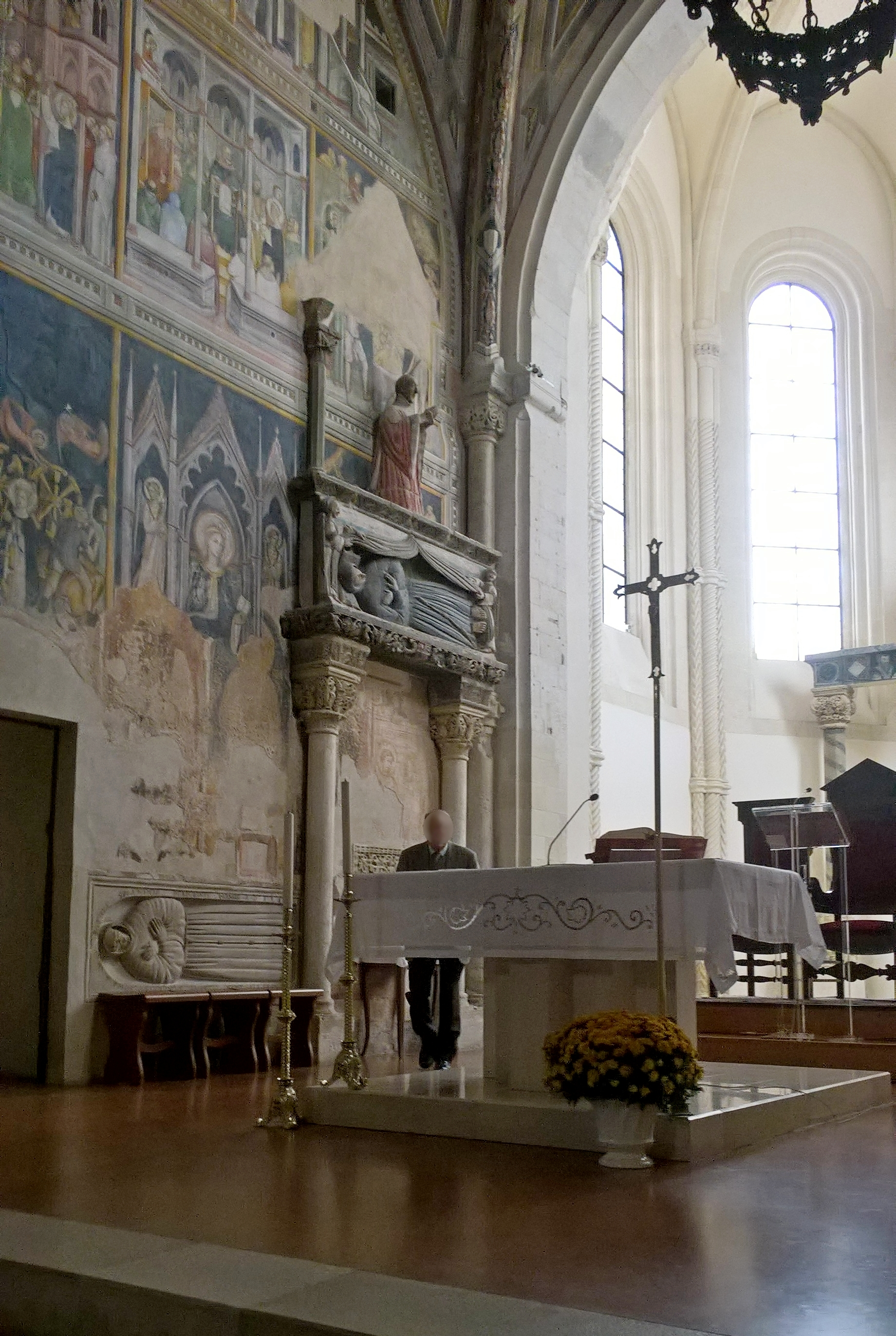
Sarkophag Raimondo Orsini del Balzo, Basilika Santa Caterina d’Alessandria, Galatina

Das Verhältnis zwischen Raimondo und Ladislaus I. verschlechterte sich jedoch aus Gründen, die nicht näher dokumentiert sind. Als Ladislaus 1405 mit Papst Innozenz VII. in Konflikt geriet, stand Raimondo an der Spitze einer Allianz gegen die Anjou-Durazzo. Raimondo starb jedoch plötzlich (17. Februar 1406) und wurde in Galatina in der Basilika Santa Caterina d’Alessandria beigesetzt, wo sich ein imposantes Grabdenkmal befindet, das von Marie d’Enghien in Auftrag gegeben wurde.
Raimondo hinterließ vier Kinder: Giovanni Antonio, genannt Giannantonio, Maria, Caterina und Gabriele. Ihre beiden um 1400 geborenen Töchter starben früh, nämlich 1413 und 1429. Gabriele zum Herzog von Venosa ernannt, während Giovanni Antonio sein Erbe war, aber erst nach vielen Jahren des Kampfes sein Lehen übernehmen konnte. Tatsächlich konnte Giovanni Antonio seine Lehen erst nach dem Tod von Ladislaus I. wieder in Besitz nehmen, da der König die Witwe Maria d’Enghien geheiratet hatte und so in den Besitz dieser Güter gekommen war. Nach dem Tod des Königs setzte seine Schwester Johanna II. ihre Schwägerin und deren Kinder wieder in ihre Lehen ein.

### Giovanni Antonio Orsini del Balzo

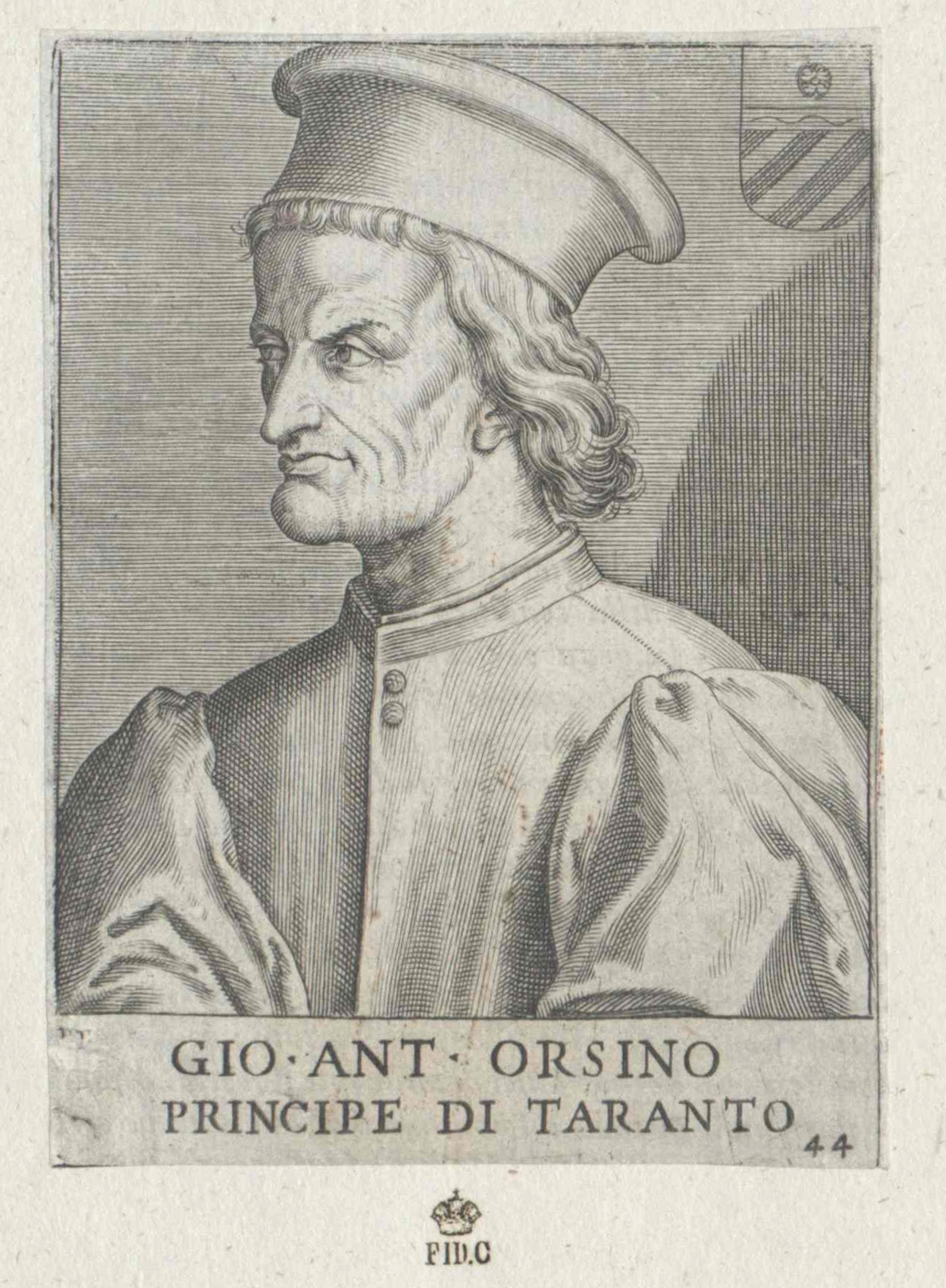
Giovanni Antonio Orsini del Balzo

Als 1423 der Thronfolgekonflikt zwischen Johanna II. und Alfonso V. von Aragon (die kinderlose Königin hatte zunächst Alfonso zu ihrem Erben bestimmt, änderte dann aber ihre Meinung und wählte Ludwig III. d’Anjou-Valois, den ältesten Sohn Ludwigs II.) ausbrach, stellte sich Giovanni Antonio nach anfänglicher Neutralität offen auf die Seite Alfonsos, da die Königin seinem Widersacher Giacomo Caldora den Titel eines Herzogs von Bari verliehen hatte.
Nach dem Tod der Königin (2. Februar 1435) stellte sich Giovanni Antonio Orsini del Balzo im Konflikt zwischen Alfons V. und Renato d’Anjou-Valois, dem jüngeren Bruder des verstorbenen Ludwig III. und designierten Erben von Johanna, erneut auf die Seite der Aragonier, mit denen er in der Seeschlacht von Ponza (5. August 1435) gefangen genommen und nach Mailand zu Filippo Maria Visconti gebracht wurde; Mitte Oktober desselben Jahres wurden beide wieder freigelassen. Nach einer zweiten kurzen Gefangenschaft gelang es Giovanni Antonio Orsini del Balzo 1440, Antonio Caldora, dem Sohn von Giacomo, das Herzogtum Bari und die Grafschaft Conversano zu entreißen. Nach dem endgültigen Sieg der Aragonier über Renato d'Angiò-Valois im Jahr 1442 war Giovanni Antonio Orsini del Balzo der mächtigste Feudalherr des Königreichs, Herr über mehr als 400 Burgen, dessen Herrschaftsgebiet sich von Marigliano in Kampanien bis Leuca in Apulien erstreckte.
Es gab Spannungen zwischen dem Aragonier und Giovanni Antonio, doch die Heirat zwischen Isabella von Clermont, der Nichte des Letzteren, und Ferdinand von Aragon, dem Herzog von Kalabrien, festigte die Verbindungen des Herrscherhauses mit dem mächtigsten einheimischen Feudalstamm. Entscheidend für die Trennung von Alfons V. waren jedoch die Erbfolge des Herzogtums Venosa und die Streitigkeiten von Giovanni Antonio’s jüngerem Bruder Gabriele, der im Oktober 1453 verstorben ist: obwohl Alfonso V. am 1. März 1435 eine Urkunde ausgestellt hatte, in der er das Herzogtum Venosa an den letzten weitergab und die gegenseitige Erbfolge zwischen Gabriele und Giovanni Antonio für den Fall festlegte, dass einer der beiden ohne männliche Erben sterben sollte, übertrug Alfonso V. 1454 alle Lehen von Gabriele an seine Tochter Maria Donata.
Nachdem Alfons V. am 27. Juni 1458 verstorben war, nutzte Giovanni Antonio die Gelegenheit, seine Ansprüche auf das Herzogtum Venosa geltend zu machen und es gewaltsam in Besitz zu nehmen. Im offenen Konflikt mit Ferdinand I., genannt Ferrante, dem Sohn und Nachfolger von Alfons, forderte er die Abtretung des gesamten nördlichen Küstenstreifens von Terra di Bari, um einen ausgedehnten Einheitsstaat zu schaffen. Nach einem entscheidenden Sieg über die Aragonier in der Schlacht von Troia (18. August 1462) erkrankte er jedoch an Malaria und beeilte sich, mit König Ferrante ein Abkommen zu schließen, das im September 1462 zu seinen Gunsten ausfiel.

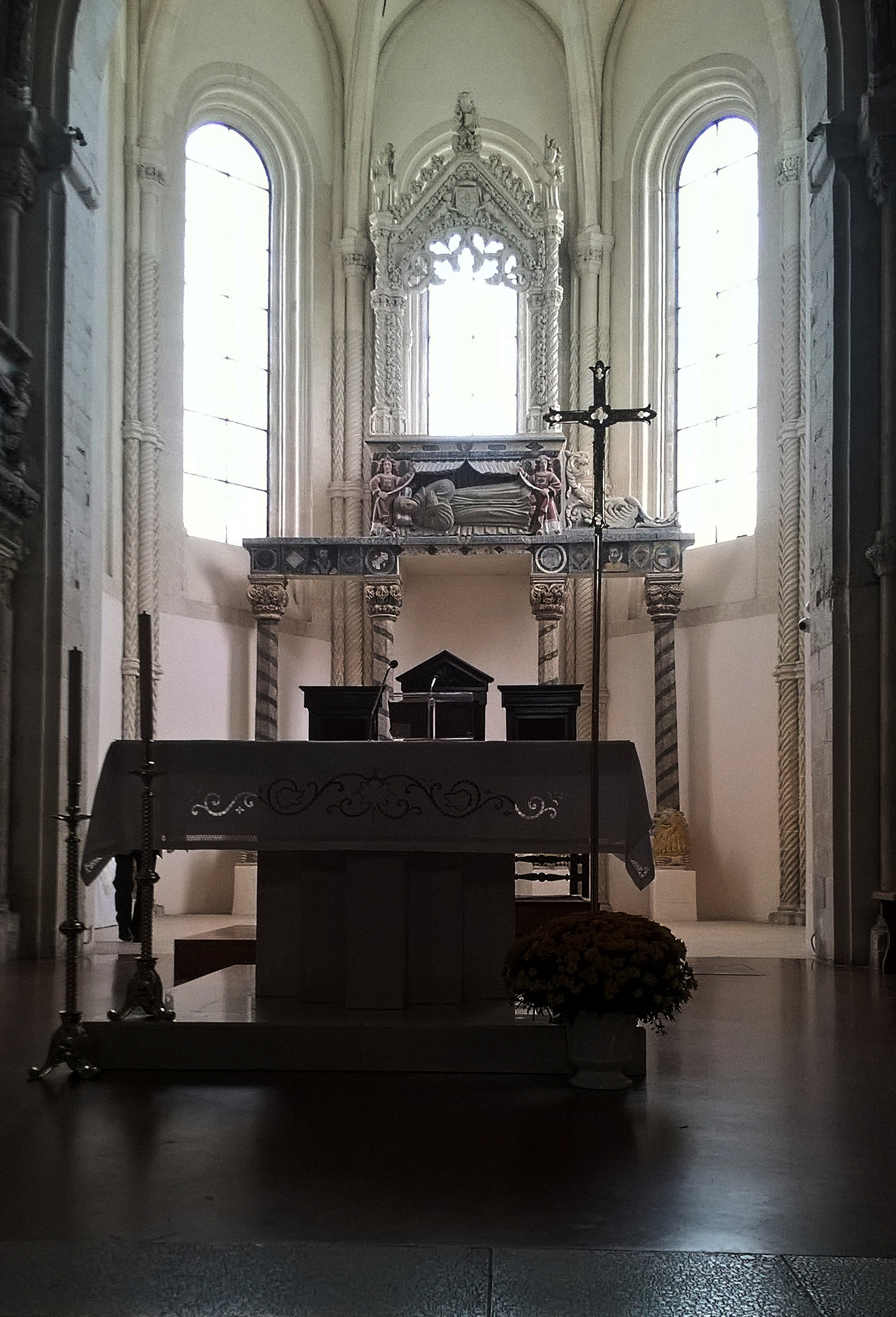
Altarraum mit Sarkophag von Giovanni Antonio Orsini del Balzo, Basilika Santa Caterina d’Alessandria, Galatina

Am 15. November 1463 starb Giovanni Antonio in Altamura und wurde in der Basilika Santa Caterina d’Alessandria in Galatina beigesetzt. Es ist weit verbreitet, dass der König ihn ermorden ließ, weil er der einzige Nutznießer des Todes des reichen Feudalherrn war. Da er keine Erben hinterlassen hatte und sein Sohn Bartholomeo sowie vier weitere Töchter aufgrund ihrer unehelichen Herkunft von der Erbfolge ausgeschlossen worden waren, fielen all seine umfangreichen Lehen unter die Herrschaft der Krone zurück, und auch sein Vermögen, das auf mehr als eine Million Dukaten geschätzt wurde.
Mit dem Ableben von Giovanni Antonio erlosch die Dynastie der Orsini del Balzo in der legitimen Linie.

## Wappen der Orsini del Balzo
Geviert: im 1. und 4. roten Feld ein silberner Stern mit 16 Strahlen (Del Balzo); im 2. und 3. goldenen Feld ein blaues Jagdhorn gebunden und mit Rot besetzt (Fürstentum Orange); über das Ganze, im Herzen, in Silber und Rot gebändert, im Schildhaupt eine Rose (Orsini).

## Stammliste
- Raimondo, bekannt als „Raimondello“ Orsini del Balzo (* ca. 1361; † 17. Januar 1461 in Tarent), 1. Fürst von Tarent ⚭ Maria d’Enghien, Gräfin von Lecce[5]
  - Giovanni Antonio (* 1386; † 15. November 1463 erdrosselt in Altamura), 2. Fürst von Tarent ⚭ 1417 Anna Colonna, Tochter von Lorenzo Onofrio und Sveva Gaetani[5]
    - Caterina (unehelich), Gräfin von Conversano ⚭ 1456 Giulio Antonio Acquaviva d’Aragona, 6. Herzog von Atri[5]
    - Maria Conquesta (unehelich, † nach 1487), Gräfin von Ugento, Dame von Castro und Dame von Nardò ⚭ vor 1463 Angilberto del Balzo, Graf von Tricase, 1. Herzog von Nardò[5]
    - Margherita (unehelich) ⚭ Antonio Centelles, Graf von Catanzaro, Justiziar von Kalabrien[5]
    - Francesca (unehelich) ⚭ Jacopo Sanseverino, Graf von Saponara[5]
    - Bertoldo (unehelich; † nach 1488), Baron von Salice, Herr von Guagnano und Carovigno[5]
      - Raimondo (unehelich ?)
        - Laura
        - Gabriele
          - Raimondo

        - Caterina
        - Giannantonio

    - eine Tochter (unehelich) ⚭ Giacomo Sanseverino, Grafo von Mileto[5]

  - Maria ⚭ 1408 Antonio Acquaviva, 2. Herzog von Atri[5]
  - Caterina ⚭ Bartolomeo (bekannt als Tristano) di Chiaramonte (de Clermont), Graf von Copertino[5]
  - Gabriele († 1453), 1. Herzog von Venosa ⚭ 1431 Giovanna (Ippolita)[5] Caracciolo del Sole, Tochter von Sergianni und  Caterina Filangieri.[5]
    - Maria Donata († 1481), 2. Herzogin von Venosa ⚭ Pirro del Balzo, 1. Fürst von Altamura, 2. Herzog von Andria[5]
    - Raimondina († um 1490) ⚭  Roberto Sanseverino, 1. Fürst von Salerno[5]
      - Antonello (* Salerno 1458;  † 1499 in Senigallia), 2. Fürst von Salerno ⚭ 1483 Costanza da Montefeltro, Tochter von Federico III., Herzog von Urbino und Battista Sforza der Herren von Pesaro[6]

    - Girolama ⚭ Bernardino di Morra[5]

  - Giovannella/Celia (unehelich) ⚭ 1415/1418 Antonio Sanseverino 2° Herzog von San Marco[5]
  - Giovan Francesco (unehelich)[5]